# Galactic
Galactic — американская инструментальная джаз-фанк группа, основанная в 1994 году в Новом Орлеане, США. Основатель группы «Galactic» — Стэнтон Мур (Stanton Moore) американский джаз-, фанк-барабанщик.

## История
Первоначально коллектив носил название «Galactic Prophylactic» и представляла собойоктет. Переименование команды повлекло за собой и смену состава, куда вошли гитарист Джефф Рэйнс, бас-гитарист Роберт Меркурио, ударник Стэнтон Мур, саксофонист Бен Эллмэн и органист Рич Вогел. В 2004 году к музыкантам присоединился вокалист Тэрил ДеКлуэ.
Творчество коллектива во многом схоже с традициями таких команд, как «Booker T. & the M.G.'s» и «The Meters». Музыку этой группы можно охарактеризовать, как джаз-фанк с сильным влиянием новоорлеанской музыкальной традиции и элементами эйсид-джаза и хип-хопa. Участники «Galactic» одинаково успешно записывали как собственные композиции, так и приглашали в свой проект вокалистов.
Обретя популярность в родном городе, музыканты начали гастролировать по стране и за рубежом, а также принимали участие во всевозможных фестивалях, выступая на одной сцене с такими исполнителями, как «Medeski Martin & Wood», «The Meters» и «Maceo Parker».
Дебютный альбом группы, озаглавленный «Coolin’ Off», увидел свет в 1996 году. Однако успех у публики он снискал лишь спустя 2 года, после своего переиздания. Пластинка вошла в чарт «Billboard», заняв высокие позиции среди других джазовых альбомов.
Затем последовали еще четыре релиза, которые также вошли в топ-10 лучших джазовых альбомов современности. Пятая пластинка команды «Galactic» под названием «From the Corner To the Block» удостоилась лестных отзывов музыкальных критиков, которые присудили коллективу звание лучшей фанковой группы 2007 года, а также стала фаворитом хит-парада «Top Heatseekers».
В 2008 году музыканты посетили Россию и дали концерт в столичном клубе «Б1 MAXIMUM».
Релиз последнего на сегодняшний день альбома группы состоялся в 2010 году. Лонгплей «YA-KA-MAY» был записан во время живого концерта в легендарном новоорлеанском ночном клубе «Tipitinas», на котором также выступили такие звезды, как "The Neville Brothers", «The Meters», «Professor Longhair» и «Dr. John». В звучании альбома прослеживается влияние легендарных R&B-певцов старой школы, а также андеграундных хип-хоп исполнителей.

## Стиль группы
Galactic исполняют джаз-фанк с сильным влиянием новоорлеанской музыкальной традиции, а также заметными элементами эйсид-джаза и хип-хопа. И даже в самых спокойных номерах чувствуется напряжение, свойственное не только фанку, но и рок-музыке. Лидер коллектива, барабанщик Стэнтон Мур (Stanton Moore), неоднократно выступал с Филом Ансельмо из "грув-металлической" группы Pantera. Его манера игры на барабанах напоминает Джона Бонэма и Дэйва Грола, хотя при этом используются чисто джазовые и фанковые ритмические рисунки.

## Состав
- Джефф Рэйнс (англ. Jeff Raines) — гитара
- Роберт Меркурио (англ. Robert Mercurio) — бас-гитара
- Стэнтон Мур (англ. Stanton Moore) — ударные
- Бен Эллман (англ. Ben Ellman) — саксофон
- Рич Вогел (англ. Richard Vogel) — орган

## Дискография

### Студийные альбомы
- Coolin' Off (1996)
- Crazyhorse Mongoose (1998)
- Late for the Future (2000)
- We Love 'Em Tonight: Live at Tipitina’s (2001)
- We Love 'Em Tonight: Live at Tipitina’s [Bonus Tracks] (2002)
- Ruckus (2003)
- From the Corner to the Block (2007)
- Jazz Fest Live 2008 (2008)
- Ya-Ka-May (2010)
- Other Side of Midnight: Live in New Orleans (2011)
- Carnivale Electricos (2012)

### Релизы
- Coolin' Off — Fog City Records (1996)
- Crazyhorse Mongoose — Capricorn (1998)
- Late for the Future — Polygram (2000)
- We Love 'Em Tonight: Live at Tipitina’s — Volcano Records (2001)
- Vintage Reserve — Volcano Records (2003)
- Ruckus — Sanctuary Records (2003)
- From the Corner to the Block (2007)
- Ya-Ka-May — Anti (2010) U.S. Billboard Chart
- The Other Side Of Midnight: Live In New Orleans — Anti (2011)
- «Carnivale Electricos» — Anti (2012)

### Концертные записи
- Live at the 2009 New Orleans Jazz and Heritage Festival
- Live at Jazz Fest 2010
- Live at Jazz Fest 2011

## Дополнительная информация
Песня Galactic — Do It Again стала одним из саундтреков к фильму Механик (The Mechanic) 2011 года с Джейсоном Стейтемом в главной роли.